# Les Essarts (Vendée)
Les Essarts is een plaats en voormalige gemeente in het Franse departement Vendée in de regio Pays de la Loire en telt 5395 inwoners (2015). De plaats maakt deel uit van het arrondissement La Roche-sur-Yon.
Een bezienswaardigheid is het Château des Essarts dat teruggaat tot de 12e eeuw.

## Geschiedenis
Les Essarts is op 1 januari 2016 gefuseerd met de gemeenten Boulogne, L'Oie en Sainte-Florence tot de commune nouvelle Essarts en Bocage, waarvan Les Essarts de hoofdplaats werd.

## Geografie
De oppervlakte van Les Essarts bedraagt 56,6 km², de bevolkingsdichtheid is 74,0 inwoners per km².
De onderstaande kaart toont de ligging van Les Essarts (Vendée) met de belangrijkste infrastructuur en aangrenzende gemeenten.

## Demografie
Onderstaande figuur toont het verloop van het inwonertal.

## Geboren
- Walter Bénéteau (1972-2022), wielrenner

Boulogne · Les Essarts